# Fernando Filoni
Fernando Filoni, född 15 april 1946 i Manduria, Taranto, Apulien, är en italiensk kardinal och ärkebiskop. Han var 2011–2019 prefekt för Kongregationen för folkens evangelisering.

## Biografi
Fernando Filoni är son till Salvatore Filoni och Severina Baglivo. Han prästvigdes av biskop Antonio Rosario Mennonna den 3 juli 1970. Därefter studerade han vid Påvliga Lateranuniversitetet, där han blev licentiat i dogmatisk teologi och doktor i kanonisk rätt. Därutöver avlade Filoni doktorsexamen i filosofi vid La Sapienza samt studerade vid Påvliga diplomatiska akademin. År 1981 inträdde han i Heliga Stolens diplomatiska kår och kom under 1980-talet att tjänstgöra vid nuntiaturerna i Sri Lanka, Iran och Brasilien.
I januari 2001 utnämndes Filoni till titulärärkebiskop av Volturnum och biskopsvigdes av påve Johannes Paulus II i Peterskyrkan den 19 mars samma år. Påven assisterades vid detta tillfälle av kardinalerna Angelo Sodano och Giovanni Battista Re. Filoni blev tillika påvlig nuntie i Jordanien och Irak. År 2006 blev han påvlig nuntie i Filippinerna. Påve Benedikt XVI utnämnde Filoni i maj 2011 till prefekt för Kongregationen för folkens evangelisering.
Den 18 februari 2012 upphöjde påve Benedikt XVI Filoni till kardinaldiakon med Nostra Signora di Coromoto in San Giovanni di Dio som titeldiakonia. Kardinal Filoni deltog i konklaven 2013, vilken valde Franciskus till ny påve. Filoni deltog i extraordinarie biskopssynoden om familjen i oktober 2014 och i ordinarie biskopssynoden om familjen i oktober 2015. 
Den 28 juni 2018 upphöjde påve Franciskus Filoni till kardinalbiskop.